# Día mundial de la contraseña
Diversas empresas de la esfera tecnológica organizan el día mundial de la contraseña (en inglés world password day) el primer jueves de mayo como una medida para reforzar el uso de contraseñas seguras.